# Eupatrides bolivari
Eupatrides bolivari är en insektsart som beskrevs av Willemse, C. 1935. Eupatrides bolivari ingår i släktet Eupatrides och familjen Chorotypidae. Inga underarter finns listade i Catalogue of Life.